# Яблунька (Івано-Франківський район)
Я́блунька — село в Україні, яке знаходиться в Івано-Франківському районі Івано-Франківської області. Населення становить 2040 осіб. Входить до складу Солотвинської селищної громади.

## Географія
У селі річка Плоска впадає у Бистрицю Солотвинську.

## Історія
Королівська люстрація 1565 року в селі перерахувала по іменах і прізвищах чотирьох власників стад худоби.

## Населення

### Мова
Розподіл населення за рідною мовою за даними :
| Мова       | Кількість | Відсоток |
| ---------- | --------- | -------- |
| українська | 1899      | 99.63%   |
| російська  | 7         | 0.37%    |
| Усього     | 1906      | 100%     |

## Соціальна сфера
- ЗОШ[4]
- Дитсадок[5]

## Пам'ятник
На місці поховання убитих радянськими окупантами в 1944 році 8 повстанців і санітарки (поранених вояків УПА везли до повстанського шпиталю)  встановлений монумент.

## Відомі люди

### Народились
- Сава (Фризюк) — архієрей Православної церкви України (до 15 грудня 2018 року — УАПЦ), єпископ Донецький і Слов'янський.

### Поховані
- Антін Могильницький — український письменник, громадський і політичний діяч, греко-католицький священик, декан богородчанський (УГКЦ)[7]